# Малки етноигри
„Малки етноигри“ е български игрален филм от 2001 година, по сценарий и режисура на Боян Папазов.

## Актьорски състав
Не е налична информация за актьорския състав.